# Elimia flava
Elimia flava är en snäckart som först beskrevs av I. Lea 1862.  Elimia flava ingår i släktet Elimia och familjen Pleuroceridae. Inga underarter finns listade i Catalogue of Life.